# Doris Drescher
Doris Drescher (Luxemburg-Stad, 1960) is een Luxemburgs tekenaar en videokunstenaar.

## Leven en werk
Drescher werd opgeleid tot pianist aan het Luxemburgs conservatorium (1983-1988), maar maakt sinds de jaren 90 carrière als beeldend kunstenaar. Van 1992 tot 1997 studeerde ze aan het Accademia di Belle Arti in Milaan. Drescher maakt onder meer tekeningen en (video)installaties die ze tentoonstelt in binnen- en buitenland.
In 2001 vertegenwoordigde ze Luxemburg op de Biënnale van Venetië met haar installatie Casa Mia. Ze nam meerdere malen deel aan de salons van de Cercle Artistique de Luxembourg (CAL) en won er in 2012 de Prix Pierre Werner. Volgens CAL-voorzitter Jean Petit beloonde de jury Drescher voor de "consistentie, innerlijkheid, delicatesse en authenticiteit van haar werken".

## Prijzen
- 2012 Prix Pierre Werner
- 1991 Prix d'Encouragement

## Werk in openbare collecties
- Lëtzebuerg City Museum
- Musée d'Art Moderne Grand-Duc Jean
- Nationale Bibliotheek van Luxemburg

- Gemeinsame Normdatei: 1111121370
- Musée national d'archéologie, d'histoire et d'art: lkl002873
- Virtual International Authority File: 49147118107026340533
- WorldCat: E39PBJdrMR6F4dymQm674CGmBP